# Vulcaniella extremella
Vulcaniella extremella là một loài bướm đêm thuộc họ Cosmopterigidae. Nó được tìm thấy ở Ba Lan to bán đảo Iberia, Ý, và Bulgaria và from Pháp to central và miền nam Nga.
Ấu trùng ăn Salvia austriaca, Salvia nemorosa tesquicola và Salvia pratensis.Chúng ăn lá nơi chúng làm tổ. 